# Annette Crosbie
Annette Crosbie (ur. 12 lutego 1934 w Gorebridge) – brytyjska aktorka szkockiego pochodzenia, znana przede wszystkim ze swoich ról telewizyjnych. Dwukrotna laureatka Nagrody Telewizyjnej BAFTA.

## Kariera
Pochodzi z głęboko religijnej, prezbiteriańskiej rodziny. Jeszcze jako nastolatka wstąpiła, wbrew woli swoich rodziców, do szkoły teatralnej Bristol Old Vic Theatre School w Bristolu. Na przełomie lat 50. i 60. zaczęła grywać regularnie w telewizji, a w mniejszym stopniu także w kinie, lecz były to głównie małe role epizodyczne lub charakterystyczne. Uwagę krytyki i szerszej publiczności po raz pierwszy zwróciła na siebie w 1970, kiedy wystąpiła w serialu historycznym The Six Wives of Henry VIII jako Katarzyna Aragońska. W 1971 otrzymała za tę rolę nagrodę BAFTA w kategorii najlepsza aktorka telewizyjna. W 1973 wystąpiła w kolejnym serialu BBC opartym na faktach, tym razem na biografii Katherine Mansfield. Rolę pisarki grała Vanessa Redgrave, a Crosbie pojawiła się w jednej z ważniejszych ról drugoplanowych. W 1976 po raz drugi otrzymała nagrodę BAFTA za rolę królowej, tym razem Wiktorii w serialu biograficznym ITV o jej synu, królu Edwardzie VII. W tym samym roku wystąpiła jako wróżka w musicalu filmowym Pantofelek i róża, na motywach baśni o Kopciuszku.
Przez cała lata 80. Crosbie pozostawała wziętą aktorką serialową. W 1989 została obsadzona w serialu Jedną nogą w grobie, który przyniósł jej bodaj największą popularność i rozpoznawalność wśród szerokiej publiczności. Występowała tam jako Margaret Meldrew, nieco starsza już pani, która dzielnie znosi życie z wiecznie narzekającym i nie mogącym pogodzić się z własną emeryturą mężem. Choć bohaterowie serialu byli Anglikami, to grała ich para szkockich aktorów, gdyż serialowym mężem Crosbie był Richard Wilson. Gościnnie występowała również w tak znanych serialach jak Jonathan Creek czy Księgarnia Black Books. Znalazła się także w obsadzie serialu radiowego Old Harry’s Game, emitowanego przez BBC Radio 4 i żartobliwie ukazującego problemy, z jakimi musi mierzyć się zarządzający piekłem Szatan.
W 2008 zagrała w kolejnym serialu BBC, tym razem adaptacji powieści Charlesa Dickensa Mała Dorrit. Została również reklamową twarzą produktów grupy ubezpieczeniowej Axa przeznaczonych dla Brytyjczyków po 50. roku życia. W 2010 gościnnie zagrała w serialu Doctor Who.

## Życie prywatne
Crosbie przez wiele lat była żoną Michaela Griffithsa, z którym ma dwoje dzieci, jednak związek ten zakończył się ostatecznie rozwodem. Jej córka Selena Griffiths również została aktorką, natomiast syn Owen jest inżynierem dźwięku. Crosbie jest znana ze swojego zaangażowania w kampanie na rzecz praw zwierząt, zwłaszcza wymierzone przeciwko popularnym w Wielkiej Brytanii sportom wiążącym się z cierpieniem zwierząt.
W 1998 otrzymała Order Imperium Brytyjskiego klasy Oficer (OBE) za zasługi dla sztuki dramatycznej.

## Nagrody
- Nagroda BAFTA
  - 1971: najlepsza aktorka telewizyjna za The Six Wives of Henry VIII
  - 1976: najlepsza aktorka telewizyjna za Edward the Seventh